# Садовець Віктор Анатолійович
Ві́ктор Анато́лійович Садове́ць (нар. 8 червня 1965 — пом. 31 січня 2015) — молодший сержант Збройних Сил України, учасник російсько-української війни.

## Життєпис
Народився 8 червня 1965 року в селі Мовчани Красилівського району Хмельницької області. Закінчив середню школу села Радісне Красилівського району.
Проходив строкову військову службу в лавах Збройних Сил СРСР.
На фронт пішов добровольцем. Молодший сержант, 30-та окрема механізована бригада.
Загинув 31 січня 2015-го у бою поблизу смт Чорнухине (Попаснянський район Луганська область). Перебував у списках зниклих, ідентифікований в Дніпропетровську серед загиблих за експертизою ДНК.
22 травня 2015 року похований у селі Мовчани.
Лишилися батьки та сім'я.

## Нагороди та вшанування
- Указом Президента України № 553/2015 від 22 вересня 2015 року, «за мужність, самовідданість і високий професіоналізм, виявлені у захисті державного суверенітету та територіальної цілісності України, вірність військовій присязі», нагороджений орденом «За мужність» III ступеня (посмертно)[1].
- 3 грудня 2015-го в селі Радісне Красилівського району на будівлі ЗОШ (вулиця Центральна, 52) відкрито меморіальну дошку випускнику Віктору Садовцю.
- Вшановується в меморіальному комплексі «Зала пам'яті», в щоденному ранковому церемоніалі 31 січня[2][3].